# Waiting on the World to Change
Waiting on the World to Change è un singolo del cantautore statunitense John Mayer, pubblicato il 1º agosto 2006 come primo estratto dal terzo album in studio Continuum.

## Successo commerciale
Il singolo ottenne successo in tutto il mondo scalando principalmente le classifiche statunitensi, canadesi, inglesi, olandesi e neozelandesi.

## Video musicale
Il videoclip è stato girato a New York dove si vede Mayer camminare nei pressi del ponte di Brooklyn.